# 선수끝내기
선수끝내기는 쌍방 중 어느 쪽이 두어도 선수가 되는 끝내기다. 참고로, 후수끝내기는 후수가 되는 끝내기를 뜻한다.